# Treholmsfors
Treholmsfors är en liten obebodd by som består av två gårdar i Norsjö distrikt (Norsjö socken) i Norsjö kommun, Västerbottens län (Västerbotten). Byn ligger på västra sidan av länsväg 365, inte långt från vägskälet där länsväg 846 ansluter till denna, cirka 30 kilometer norrut från tätorten Norsjö. Väster om byn finns Skellefteälven med en i mitten belägen avlång skogklädd ö som heter Treholmen, kring vilken älven bildar en fors som heter Treholmsforsen som har gett byn dess namn. 
Söder om byn finns en bäck som heter Lappmyrbäcken och på andra sidan av denna ligger en myr som heter Lappmyran.